# Playmobil FunPark Zirndorf
Het Playmobil FunPark Zirndorf is een Duits pretpark van Playmobil in Zirndorf in de Duitse deelstaat Beieren. Het was het eerste themapark van Playmobil en is opgericht in 1991. In mei 2000 kreeg het park de huidige vorm, door de opening van het onoverdekte deel van het park. Het park bevindt zich in de gemeente Zirndorf waar ook het hoofdkwartier van Brandstätter, de producent van Playmobil is gevestigd. Het park is ook een persoonlijk initiatief van bedrijfsleider Horst Brandstätter. Brandstätter streeft in het park - ook door de afwezigheid van grote attracties die de bezoekers eerder passief ondergaan - naar een pretpark waar kinderen actief kunnen spelen in een avontuurlijke omgeving. Het park is doorheen de jaren gegroeid in aantal omgevingen en speeltuinen tot een park met een oppervlakte van 90.000 m². Piraat Rico is de mascotte van het park.

## Attracties
In het HOB-center (glazen hal van 5000 m²) kunnen kinderen spelen met alle series die op dat moment te koop zijn. Daarnaast ligt het indoor klim- en klauter gedeelte. Tegenover het park ligt het Playmobil Inn Aparthotel. Kamers zijn voorzien van een tweepersoonsbed en een stapelbed welke door middel van een schuifdeur van elkaar gescheiden kunnen worden. De kamers zijn geheel in de stijl van Playmobil.

### Huidige Attracties

#### Huidige Attracties
| Engelstalige naam                 | Duitstalige naam               | Type               | Opening  | Bijzonderheden                                                                         |
| --------------------------------- | ------------------------------ | ------------------ | -------- | -------------------------------------------------------------------------------------- |
| Pirate Ship                       | Piratensee                     | Speeltuin          | 2000     |                                                                                        |
| Knight's Castle                   | Ritterburg                     | Speeltuin          | 2000     |                                                                                        |
| Farm                              | Bauernhof                      | Speeltuin          | 2003     | De attractie Tractor Rally/Traktor-Parcours ligt in deze speelwereld.                  |
| Goldmine                          | Goldmine                       | Zandbak            | 2003     | Onderdeel van Western (City).                                                          |
| HOB Center                        | HOB-Center                     | Indoor speelruimte | 2005     | 5.000m²                                                                                |
| Western City                      | Western                        | Speeltuin          | 2006     | De attractie Goldmine ligt in deze speelwereld.                                        |
| Adventure Tree House              | Baumhaus                       | Klimtoestel        | 2006     |                                                                                        |
| Mini-Golf Course                  | MiniGolf                       | Midgetgolf         | 2006     | Onderdeel van Action Park/AktivPark. De golfbaan uit 2000 verdween hiervoor.           |
| Noah's Ark                        | Wasserkanal / Arche Noah       | Speeltuin          | 2007     | Met waterspeelplaats.                                                                  |
| Climbing Area                     | KletterGarten                  | Klimtoestel        | 2008     | Indoor.                                                                                |
| Action Park                       | AktivPark                      | Park               | 2009     | Bestaat uit Summer Bowling en de attracties Boules/Boule en Mini-Golf Course/MiniGolf. |
| Knight's Tournament               | Ritterturnierplatz             |                    | 2009     |                                                                                        |
| Dinosaurs                         | Dinos                          |                    | 2010     |                                                                                        |
| Stone Quarry                      | Steinbruch                     |                    | 2010     |                                                                                        |
| Balancing Parcours                | Balancier-Parcours             | Speeltuin          | 2015     |                                                                                        |
| Police Station                    | Polizei                        | Speeltuin          | mei 2015 |                                                                                        |
| Police Station with GoKart Course | GoKart-Parcours Polizeistation | Trapauto           | mei 2015 |                                                                                        |
| Bouncing Pillows                  | Hüpfkissen                     | Springkussen       | 2016     |                                                                                        |
| Trampolines                       | Trampoline                     | Trampoline         | 2016     |                                                                                        |
| Fairyland                         | Feenland                       |                    | 2018     |                                                                                        |
| Construction Site                 | Baustelle                      | Speeltuin          | 2025     |                                                                                        |
| Boules                            | Boule                          | Petanque           | Onbekend | Onderdeel van Action Park/AktivPark.                                                   |
| Light Labyrinth                   | LichterLabyrinth               | Doolhof            | Onbekend | Indoor.                                                                                |
| Mini Ark                          | Mini-Arche                     | Speeltuin          | Onbekend |                                                                                        |
| Octa Climbing Net                 | Okta-Kletternetz               | Klimtoestel        | Onbekend |                                                                                        |
| Slide Slope                       | Rutschenhang                   | Glijbaan           | Onbekend |                                                                                        |
| Tractor Rally                     | Traktor-Parcours               | Trapauto           | Onbekend | Onderdeel van de attractie Farm/Bauernhof                                              |

#### Huidige waterattracties
| Engelstalige naam        | Duitstalige naam         | Type                      | Opening  | Bijzonderheden |
| ------------------------ | ------------------------ | ------------------------- | -------- | --- |
| Water Area               | Wasserspielplatz         | Waterspeelplaats          | 2000     | |
| Power Paddle Boats       | Power-Paddleboote        | Bootjes                   | 2013     | Opening stond gepland voor 2012, maar door een fout in het zuiveringssysteem van het water is de opening een seizoen uitgesteld. |
| Sand and Mud Playgrounds | Sand- & Matschspielplatz | Zand- en waterspeelplaats | Onbekend | |

#### Voorzieningen (exclusief voedsel)
| Engelstalige naam | Duitstalige naam | Type   | Opening  | Bijzonderheden |
| ----------------- | ---------------- | ------ | -------- | --- |
| Playmobil-Shop    | Playmobil-Shop   | Winkel | 2000     | |
| Playmobil-Hotel   | Playmobil-Hotel  | Hotel  | 2002     | Ligt 50 meter buiten het park, heette vroeger Playmobil-Inn. Wordt ook Playmobil Aparthotel/Apartmenthotel genoemd. |
| Lechuza Store     | Lechuza-Store    | Winkel | Onbekend | Lechuza is samen met Playmobil onderdeel van de Brandstätter group.                                                 |

### Voormalige attracties
| Attractie | Type     | Opening | Sluiting | Bijzonderheden                                              |
| --------- | -------- | ------- | -------- | ----------------------------------------------------------- |
| Golfbaan  | Golfbaan | 2000    | 2006     | Werd vervangen door de attractie Mini-Golf Course/MiniGolf. |
| Ruïne     |          | 2000    | Onbekend |                                                             |
| Indianen  |          | 2000    | Onbekend |                                                             |

## Andere parken
Op basis van dit park werden nadien bijkomende parken geopend in Athene en op Malta. Playmobil had ook twee parken in de Verenigde Staten, maar de parken in Orlando en Palm Beach Gardens zijn weer gesloten. Het park dat in 1999 in het Franse Fresnes (Parijs) werd geopend, is gesloten op 31 juli 2022.